# Vklenjeni Prometej
Mnogi dvomijo, da je Ajshil avtor te drame, kajti od drugih njegovih dram se precej razlikuje – predvsem v motiviki; ni v skladu z njegovo religioznostjo (ni pravice, Dike, ki po navadi poskrbi, da je na koncu vse izravnano, v ravnovesju). V drami se kaže odpor do tiranije, katere predstavnik notri je Zevs, ki ljudi zatira in jih muči. Drama je bolj kot uprizarjanju namenjena branju, ima 1000 verzov, v njej pa se čuti politična angažiranost (demokracija še ni bila tako utrjena in še je bila nevarnost, da bi se pojavila tiranija). Ajshil jo napiše iz političnih razlogov in je hvalnica človeškemu razumu in svobodoumju. 

## Zgradba
- 1. del: Vklenjeni Prometej (Προμηθεύς Δεσμώτης)
- 2. del: Osvobojeni Prometej
- 3. del: Prometej, nosilec ognja

Ohranil se je le 1. del - Vklenjeni Prometej.

## Osebe
- Prometej (Προμηθεύς)
- Hefajst (Ἥϕαιστος)
- Moč (Κράτος)
- Sila (Βία)
- Okean (Ὠκεανός)
- Io (Ἰώ)
- Hermes (Ἡρμῆς)
- zbor Okeanid

## Vsebina
Zevs ukaže Prometeja prikovati na osamljeno pečino Kavkaza, kamor prihaja Zevsov orel in Prometeju kljuje drobovje. To Prometeja ne zlomi, ne zlomijo ga niti grožnje za hujše kazni. Ima pogum in skrivno orožje – pozna prerokbo, ki mu jo je povedala mama in zaradi te prerokbe bi Zevs lahko bil strmoglavljen s prestola. Ravno zaradi te prerokbe Zevs k Prometeju pošilja svoje odposlance.

### Zevsovi odposlanci
- Hefajst – bog ognja in kovaške umetnosti (v sebi na strani Prometeja)
- Okean – nekdanji Prometejev sobojevnik, oportunist
- Hermes – popolnoma predan novemu režimu, fanatik
- (zbor predstavljajo Okeanove hčere, ki Prometeja objokujejo)

### Odnos Hefajsta
Že v samem začetku je v spremstvu Moči in Sile ob Prometeju Hefajst, katerega naloga je, da Prometeja priklene na pečino. Prometej se mu smili, z njim sočustvuje in pomiluje njegovo usodo, vendar je zaradi strahu pred očetom in vladarjem (Zevsom) primoran uporabiti svoje kovaško znanje ter z verigami in žeblji pribiti prijatelja na Kavkaz. Proti lastnemu prepričanju se iz gole bojazni postavi v službo osovražene Zevsove tiranije:
O Moč in Sila, Zevsovo povelje

sta izpolnili, prosta vama pot!

A meni upira se srce, da s silo

vkoval boga bi, brata lastnega,

na te čeri, ki biča jih vihar.

In vendar - moram. Zakaj nevarno je

ukaz očetov zanemariti.

### Odnos Okeana
Okean je predstavnik stare bogovske aristokracije. Bil je Prometejev sobojevnik, v tem delu pa predstavlja tip osebe, ki se obrača po vetru. Sprijaznil se je z režimom, 'ki ni dolžan odgovora nikomur'. Prometeju uslužno prigovarja, naj zadrži svojo jezo in se raje ukloni, če želi sebi dobro:
Ukloni novim se razmeram! Spoznaj

da zdaj bogovom vlada nov vladar!

Če bruhaš strup v besedah, te lahko

v nebesih sliši Zevs, in morje zla,

ki zdaj te tre, se mu zazdi igrača!

Nesrečnež! Daj, potlači jezo v prsih

in išči kak izhod iz svojih muk!

Mordá se zdijo to ti prazni nauki,

a vedi: usoda, ki te je zadela,

je plačilo za objestnost tvojo!

In šè se nisi skromnosti naúčil,

rad nov muke bi dodal sedanjim.

Poslušaj me! Nikar ne draži biča!

Spoznaj: oblast ima zdaj strog vladar,

ki ni dolžan odgovora nikomur.

### Odnos Hermesa
V sklepnem prizoru se pojavi še Hermes, ki je v delu predstavnik mlajše bogovske generacije - generacije, ki je že kar fanatično, z dušo in srcem, predana novemu režimu. Njegova pojava pred Prometejem je naduta in ohola, polna slepe predanosti novemu oblastniku:
Ti, pametnjakovič prezoprni,

ti, ki si se pregréšil nad bogovi

ki čast ljudem deliš, ti, ognja tat!

Čuj! Oče ti veli, da vse poveš,

kar ustiš se o svatbi, ki ga vrgla

bo z oblasti! Nikar ne pleteniči

ugank, temveč na dan z besedo jasno!

Ne delaj dvojne mi poti! Saj vidiš,

da s tipi, kot si ti, Zevs ni mehak!

### Vloga Io
V drami opazimo, da je med samimi bogovi edino človeško bitje Io, ki pa je žrtev Zevsovega prešuštvovanja in ljubosumnosti Here. Zevs jo je spremenil v govedo, po vrhu pa jo po svetu jo preganjajo blodnje. Ajshil je želel z njo poudariti nasprotje med Zevsom in Prometejem: medtem ko Prometej budi in vzgaja v ljudeh to, kar je v njih plemenitega in dostojanstvenega, in jih dviga iz zaostalosti k sijajnim stvaritvam duha, pa išče Zevs v ljudeh le to, kar je v njih nagonskega in jih ponižuje na stopnjo živali.

## Zevs kot predstavnik nove oblasti
Zevs je v tej drami prikazan kot tiran, ki ne pozna drugega kot le lastno voljo.
- njegova oblast še ni utrjena, zato je krut in brezobziren
- izvrševalca njegove volje sta Moč (Κράτος) in Sila (Βία), ki poosebljata fizično nasilje
- vzrok spora med njim in Prometejem je v njunem različnem odnosu do ljudi
- hoče, da ljudje živijo še naprej v svoji bedi, zaostalosti
- želi ustvariti novo generacijo, poslušno njegovi oblasti

### Prometejeva prerokba
Priklenjen Prometej Okeanovim hčeram in Io nakaže, kaj se bo zgodilo z Zevsom:
O, Zevs, ki zdaj ošabno nosi glavo,

bo tudi še nekoč pohleven! Svatba,

ki jo pripravlja zdaj – prav ta ga bo

še páhnila z vladarskega prestola.

Takrat se bo izpólnilo prekletstvo,

ki ga je nanj priklical oče Kronos,

s pradavnega prestola strmoglavljen.

Nihčè bogov ne ve mu svétovati,

kako naj se ubrani tega zla.

Samo jaz vem. – Naj le sedi pogumno,

naj le zaupa v svoj nebesni grom,

naj le vihti v rokah ognjene strele!

Vse to ga ne obváruje takràt,

ko bo osramočen in strmoglavljen.

Sam sebi zdaj sovražnika pripravlja,

ki ogenj, silnejši kot blisk, odkril bo,

iznašel zvok, močnejši od grmenja;

ki zdróbil bo celó trizob, s katerim

Pozejdon biča morje, zemljo stresa.

Takrat bo Zevs premagan, strt spoznal,

kaj je oblast in kaj podložništvo.